# Небилиця
Небили́ця — те, чого немає в дійсності; неправда, вигадка, розповідати нісенітниці.Невелике оповідання розважального змісту, комізм якого будується на дотепно скомпонованих алогізмах та каламбурі. Інколи має форму розмовного вірша.

Оповідач невтомний, дід Наум.. розповідав билиці й небилиці

Прийоми творення комічного в небилиці дали підставу для народних назв побрехенька, нісенітниця. Входить до репертуару виконавців, які володіють артизмом розповіді, анекдотистів. Небилицями розважали молодь на вечорницях, на різних забавах. Комізм своєї оповіді виконавець підсилював традиційним застереженням уважно слухати, а головне — не спростовувати його алогізмів.
Ось початок одного з таких оповідань: «…Слухайте, дівчата! Я вам розкажу, що колись зі мною було, та тільки цур — не перебивати і „брешеш“ не казати, а то покину розказувати. Було це ще тоді, як мого батька й на світі не було, а ми з дідом вдвох на печі жили, та ще й добре жили, на комині хліб сіяли, та було в нас п'ять курок дійних, сім півнів їжджалих» (Олексій Воропай. Звичаї нашого народу. Т.1. — К., 1991.).
Небилиці вплітаються інколи в казкову оповідь. У стилі небилиці складена народна пісня «Коли б я був полтавський соцький». Степан Руданський майстерно обробив сюжет небилиці у жартівливій поемі (приказці) "Вір — не вір, а не кажи «брешеш».
У фольклористиці жанр небилиці вивчений мало.